# Magyar Nemzeti Galéria

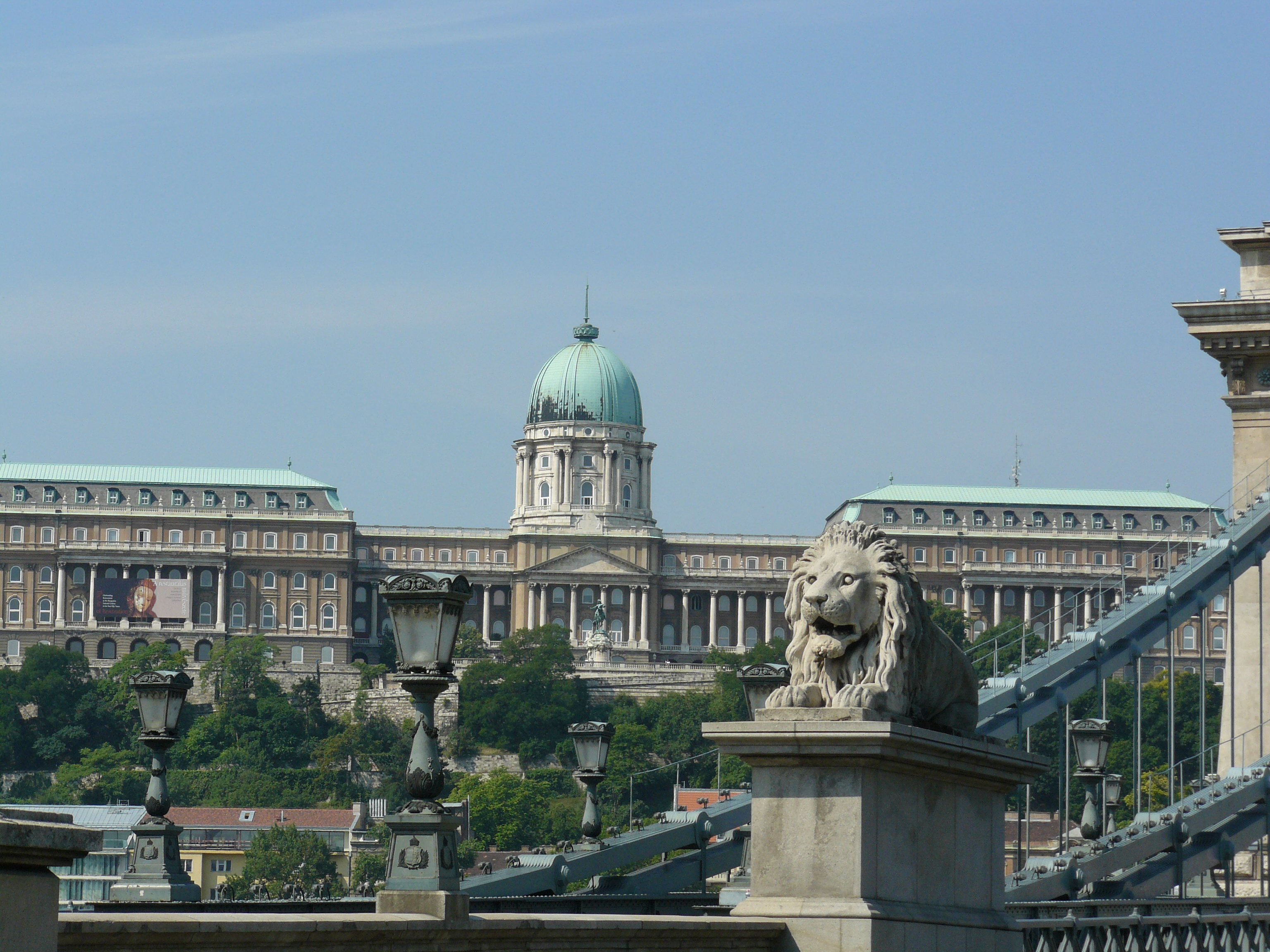
A háttérben a Nemzeti Galéria épülete (a volt Királyi Palota)

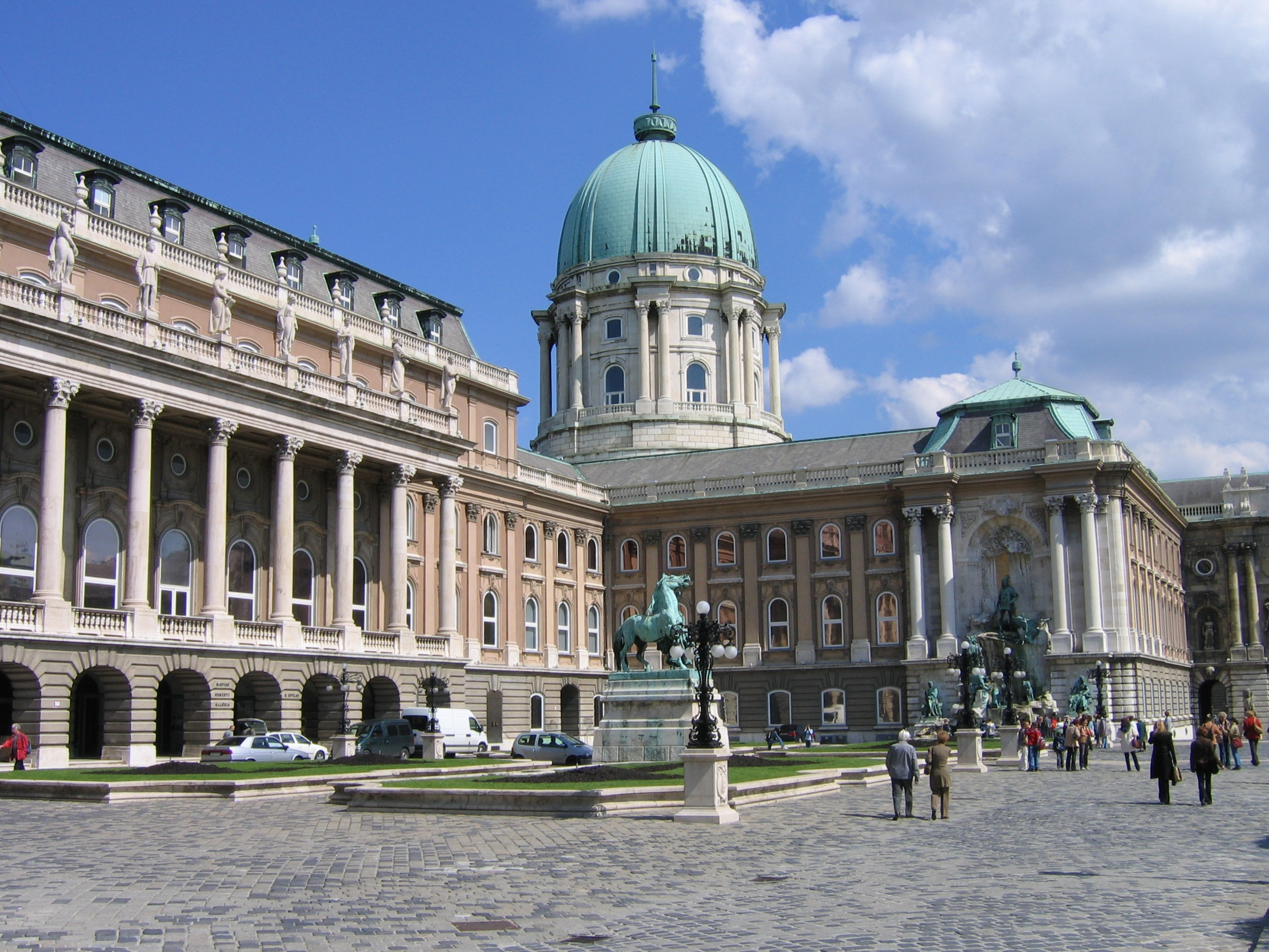
A Nemzeti Galéria épülete közelről

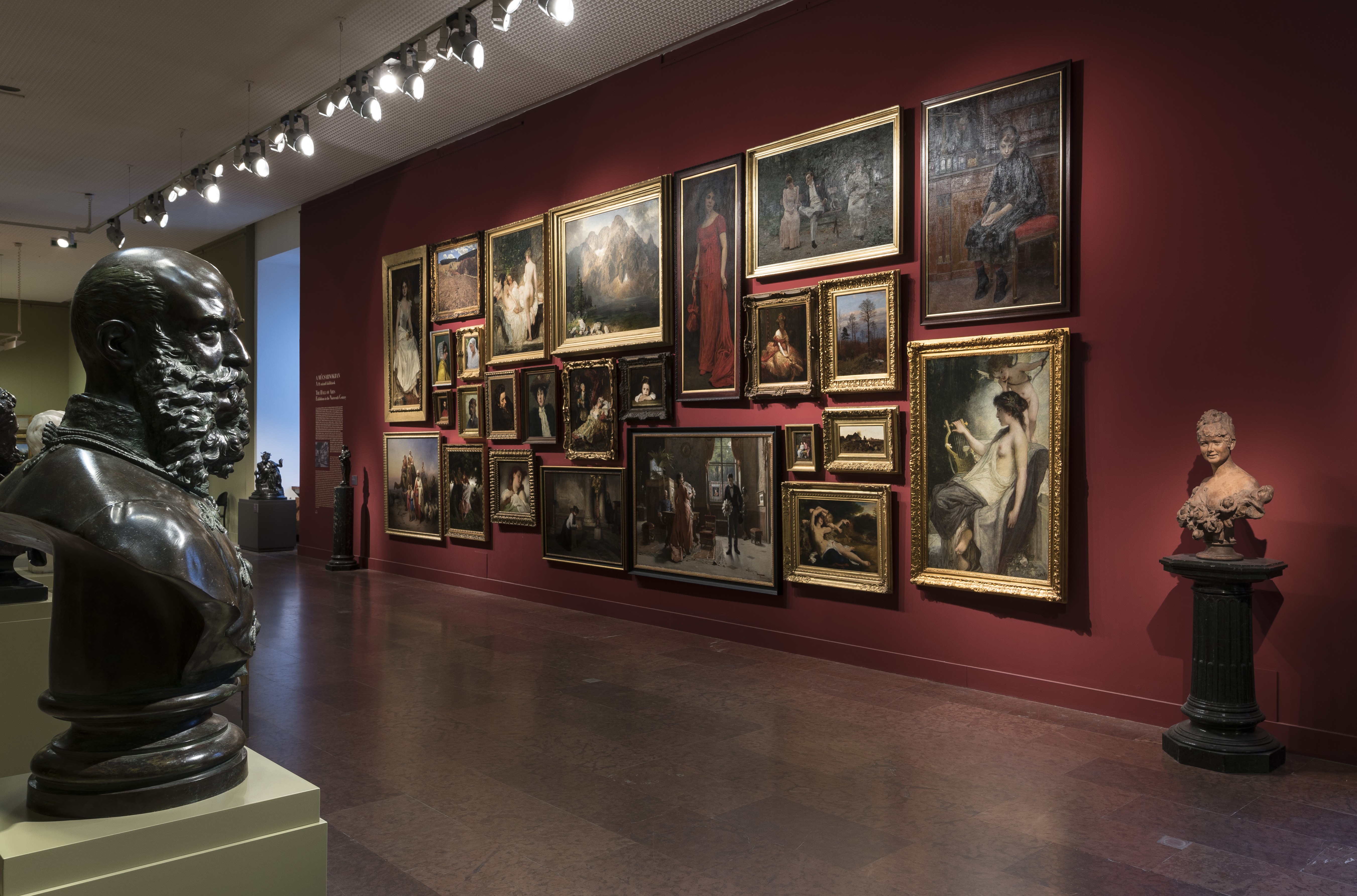
Szalonfal a 19. századi gyűjteményben

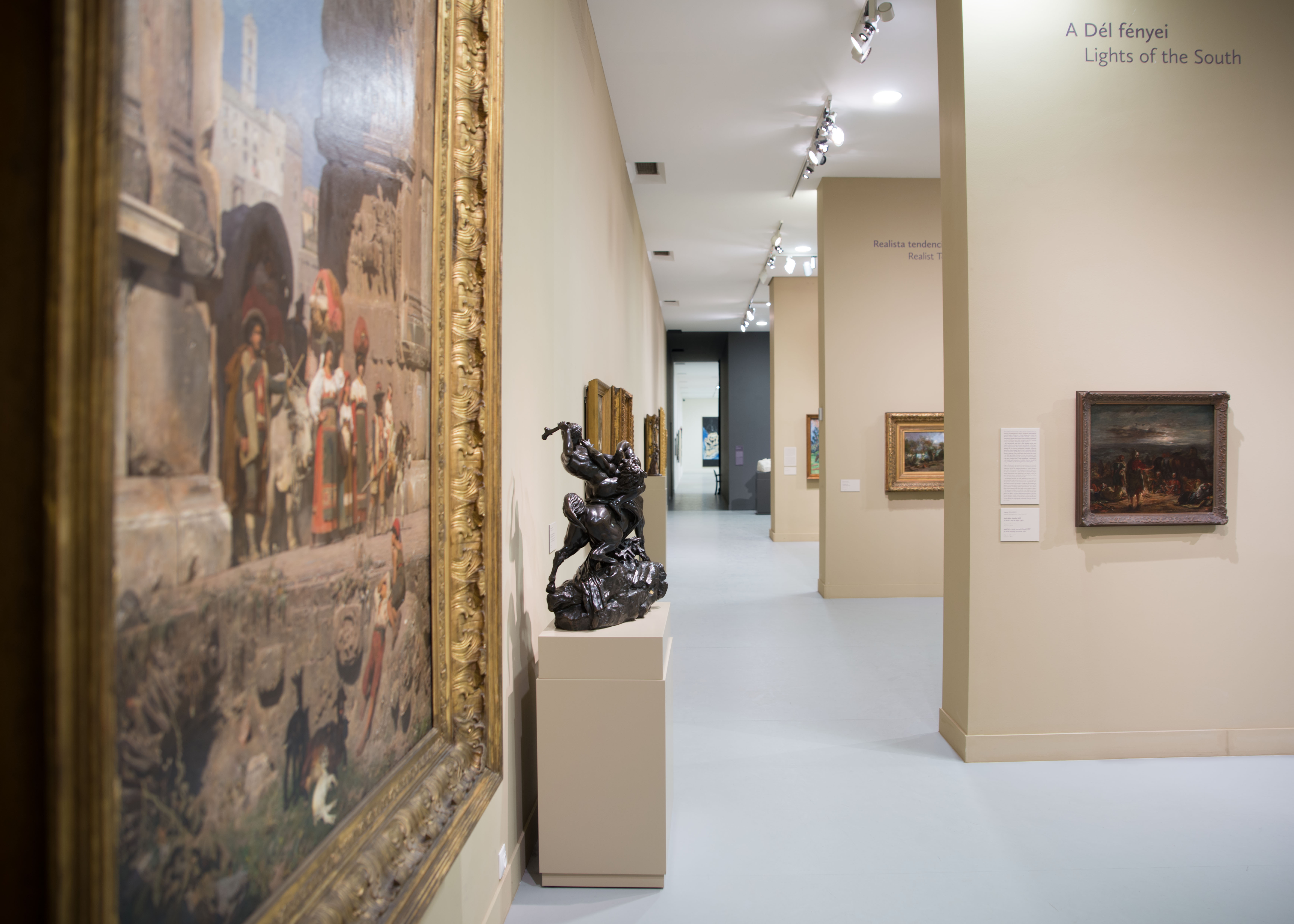
Enteriőr az 1800 utáni Nemzetközi Gyűjteményben

A Magyar Nemzeti Galéria a magyarországi képzőművészetet dokumentáló és bemutató legnagyobb közgyűjtemény. Önálló múzeumként 1957 és 2012 között működött. Jelenlegi helyére, a Budavári Palota épületébe 1975-ben költözött. 2011. október 20-án kormányhatározat jelent meg arról, hogy 2012. február 29-ével a Magyar Nemzeti Galéria beolvad a Szépművészeti Múzeum szervezetébe. Az intézmény utódja, az Új Nemzeti Galéria a kormányzat szándéka szerint a Városligetben épülő új Múzeumi Negyedben működik majd tovább, amelynek építkezését 2024 végén, vagy a következő év elején tervezik megkezdeni.

## Története
Kronológiai áttekintés:
- 1957: A magyar művészet gyűjtésére és bemutatására új múzeum jött létre, Magyar Nemzeti Galéria elnevezéssel. Gyűjteményének alapját a Szépművészeti Múzeum Új Magyar Képtára, modern szobor- és éremgyűjteményének, valamint grafikai gyűjteményének magyar anyaga képezte, amely ebben az időben mintegy 6000 festményt, 2100 szobrot, 3100 érmet, 11 000 rajzot és 5000 nyomatot foglalt magába. Október 5-én nyílt meg a volt Kúria épületében a Kossuth téren (később a Néprajzi Múzeum épülete is volt 1973–2017 között).
- 1959: Kormányhatározattal a múzeum új otthonául a Budavári Palotát jelölték ki.
- 1975: A Magyar Nemzeti Galéria átköltözött a Budavári Palota e célra átalakított B-C-D épületébe, s októberben ideiglenes formában megnyitotta kiállításait. Gyűjteménye bővült a Szépművészeti Múzeum Régi Magyar Osztályának anyagával, így lehetővé vált a magyarországi művészet teljes történetének bemutatása a 11. századtól napjainkig.
- 1979: Megnyílt a Gótikus táblaképek és faszobrok, valamint a Magyarországi késő reneszánsz és barokk művészet állandó kiállítása.
- 1982: A királyi palota egykori tróntermében megnyílt a Késő gótikus szárnyasoltárok állandó kiállítása.
- 1985: Megnyílt a Középkori és reneszánsz kőtár.
- 1989: A múzeum épületén belül, a C épület földszintjén megnyílt a közönség számára a Nádori kripta.
- 2005: A Galéria kiállítóterei a Budavári Palota A épületével bővültek.
- 2011: Szeptember 29-én kormányhatározat jelent meg arról, hogy a kormány egyetért „az új nemzeti közgyűjteményi épületegyüttes létrehozásának előzetes irányaival", valamint a „Magyar Nemzeti Galéria beolvadása révén a Szépművészeti Múzeum és a Magyar Nemzeti Galéria egyesítésével”. Október 20-án egy újabb kormányhatározat ennek személyi és szervezeti intézkedéseire hatalmazta fel Baán Lászlót, a Szépművészeti Múzeum főigazgatóját, 2012. február 29-i határidőt szabva meg. Ezt követően Csák Ferenc, a Magyar Nemzeti Galéria főigazgatója 2011. december 31-i hatállyal lemondott.[4] A kormányzati intézkedés jelentős vitát váltott ki.[5][6]

## Igazgatói
- 1957–1980: Pogány Ö. Gábor
- 1982–2010: Bereczky Loránd
- 2010–2011: Csák Ferenc

2012-ben az intézmény beolvadt a Szépművészeti Múzeumba.

## Gyűjteményei

### Régi Magyar Gyűjtemény (1800 előtti magyarországi képzőművészeti műtárgyak)
A Nemzeti Múzeumba került Jankovich-gyűjtemény képezi alapját. Jankovich Miklós (1773–1846) jelentős kollekcióval rendelkezett. A gyűjteményt folyamatosan bővítették, 1878-ban az Iparművészeti Múzeumtól vásároltak műtárgyakat. Az 1896-ban alapított Szépművészeti Múzeum különös tekintettel szorgalmazta a régi műtárgyak gyűjtését. Petrovics Elek, a múzeum igazgatója a három helyen összegyűlt alkotásokat egyetlen helyre szerette volna összegyűjteni. Tervét még nyugdíjazása előtt sikerült előkészítenie.
1934-től 1941-ig a Nemzeti Múzeumban és az Iparművészeti Múzeumban lévő anyagot a Szépművészeti Múzeumban őrizték. A gyűjtemény a második világháború alatt jelentős károkat szenvedett. 1952-ben önálló osztállyá szerveződött Régi Magyar Gyűjtemény néven. Ide került a Fővárosi Képtár barokk kori anyaga. 1973-ig a Szépművészeti Múzeum osztálya volt, 1974-től 2019-ig a Nemzeti Galéria osztálya.
Amikor a Nemzeti Galéria a Budavári Palotába került, lehetőség nyílt a gyűjtemény teljes egészének bemutatására és a művek korszerű restaurálására. A gyűjteményt korszakok és műfajok szerint tagolják:
- középkori és reneszánsz kőtár (XI.–XVI. sz.)
- gótikus táblaképek, szobrok és szárnyasoltárak (XIV.-XVI. sz.)
- késő reneszánsz és barokk művek (XVI. század második fele – XVIII. sz.)

A régi magyar grafikákat 1974-től az MNG Grafikai Osztálya vette át, az egyéb alkalmazott művészetek a Nemzeti Múzeumban és az Iparművészeti Múzeumban maradtak.
Itt őrzik:
- az egykori magyar székesegyházak (Pécs, Székesfehérvár, Kalocsa) hírmondóit, pillérek, oszlopok fejezeteit és kőfaragvány-töredékeit
- Anjou-kor faszobrászatának anyagát

Leghíresebb műtárgyai: 
- kalocsai királyfej
- Gertrudis-síremlék töredékei
- ún. Várandós Mária
- a kisszebeni Keresztelő Szent János-templom egykori főoltára
- MS mester: Vizitáció
- Andrea del Verrocchio: Szökőkút töredéke
- Diósgyőri Madonna
- Báthory Madonna
- Mányoki Ádám: II. Rákóczi Ferenc arcképe

Ikonok és népies jellegű tárgyak csak mutatóban vannak, a nemzeti jelentőségű arcképek a Történelmi Képcsarnokban maradtak (MNM).
Míg a gyűjtemény középkori és reneszánsz anyaga a budai várpalotában, a Magyar Nemzeti Galéria kiállításain láthatók, 2019 őszétől a Régi Magyar Gyűjtemény barokk műtárgyai a budapesti Szépművészeti Múzeum felújított épületébe kerültek át. 

### 19-20. századi Festészeti Gyűjtemény
A Festészeti Osztály jelenleg 10 000 darabot számláló gyűjteménye az 1800 és 1945 közötti magyar festészet alkotásait őrzi. A gyűjtemény kezdetei a 19. század közepére nyúlnak vissza, amikor a Nemzeti Képcsarnokot Alapító Egylet nemzeti képtár létrehozását tűzte ki célul. A folyamatos vásárlásokból gyarapodó műtárgyegyüttest először a Nemzeti Múzeumban mutatták be. A század végén a Szépművészeti Múzeumba kerülő anyag a II. világháború után a Fővárosi Képtár hasonló kvalitású festménykollekciójával bővült ki. A legfontosabb műveket ma a Magyar Nemzeti Galéria állandó kiállításán láthatja a nagyközönség.
A gyűjteményben megtalálhatók a 19. század első felében működő portré- és tájképfestők – többek között Donát János és Markó Károly – alkotásai. A Pesti Műegylet 1840-től induló kiállításain szereplő művészek életművének jelentős része is itt van: az Első Magyar Festészeti Akadémiát alapító Marastoni Jakabot, a magyar biedermeier alakjait – Barabás Miklóst és Borsos Józsefet – fő művek képviselik az anyagban. A történeti festészet zseniális alakjait legfontosabb műveik reprezentálják. Az 1820-as években született mesterek közül Orlai Petrics Soma és Than Mór, a következő évtizedben született festők közül a párizsi Salonon kiállító Madarász Viktor és Székely Bertalan magyar történelmet megjelenítő emblematikus festményei a gyűjtemény közismert darabjai, akárcsak a müncheni akadémián oktató fiatalabb generáció (Wagner Sándor, Liezen-Mayer Sándor, Benczúr Gyula) munkái. Az 1860-as években induló két mester, a nemzetközi színtéren híressé váló Munkácsy Mihály és a modern magyar festészetet úttörője, Szinyei Merse Pál életművének minden korszakából elsőrangú műveket őrzünk. A 19. század utolsó harmadából a plein air törekvések és a naturalizmus nemzetközi mércével is figyelemre méltó alkotásai korán bekerültek a múzeumba.
A müncheni Hollósy-kör és a nagybányai művésztelep mesterei közül elsősorban Ferenczy Károlynak az életműve, de a két másik művésztelep, Szolnok és Gödöllő vezető mestereinek, Fényes Adolfnak és Körösfői Kriesch Aladárnak is több festménye lett gyűjteményünk része. A századforduló meghatározó modern művészei közül Rippl-Rónai József és Vaszary János életműve áll a gyűjtemény középpontjában. Mellettük több olyan egyéni hangú festő pályája is nyomon követhető, mint Mednyánszky László, Csontváry Kosztka Tivadar és Gulácsy Lajos. A 20. század elején induló fiatal és új törekvéseket követő művészek közül a nagybányai neósok, majd a Nyolcak műveit kell kiemelni. Az avantgárd mozgalmak emigrációban alkotó művészeitől, így Kassák Lajostól és a MA-kör művészeitől kevés mű található festészeti anyagunkban, de azok igazán páratlan alkotások. A két világháború közötti időszakból az újklasszicista törekvések és a római iskola mellett a posztimpresszionista Gresham-kör alkotóinak, így Bernáth Aurélnak és Egry Józsefnek a remekműveiben bővelkedünk. Mellettük a korszak olyan kiváló alkotóitól őrzünk alapvető műveket, mint Derkovits Gyula, Farkas István, illetve a szentendrei művészet képviselői, például Vajda Lajos.
A múzeum több képe származik a vitatott tulajdonjogú Herzog-gyűjteményből.

### 1800 utáni Nemzetközi Gyűjtemény
A Szépművészeti Múzeum és a Magyar Nemzeti Galéria újraegyesítésével az 1800 utáni Nemzetközi Gyűjtemény jelentős átalakulások, kihívások előtt áll. A soklépcsős, többéves folyamat egyik alapvető lépése, hogy a gyűjtemény elhagyja az ókortól 1800-ig terjedő művészeti korszakok otthonaként megújult Szépművészeti Múzeum épületét: 2019-ben a mintegy 2300 darabból álló 19–20. századi és kortárs nemzetközi anyag a Liget Budapest Projekt keretében elkészülő Országos Múzeumi Restaurálási és Raktározási Központba (OMRRK) költözik. Remekműveink végső soron – a Magyar Nemzeti Galéria hasonló korszakot átfedő magyar műtárgyaival együtt az Új Nemzeti Galéria épületében lesznek láthatók.
A legrangosabb műveinkből készült válogatás ebben az átmeneti időszakban a Magyar Nemzeti Galériában látogatható.
A Szépművészeti Múzeum 1800 utáni nemzetközi gyűjteménye (korábban Modern Gyűjtemény) 2005-ben megváltoztatta elnevezését.
A New York-i Metropolitan Museumban akkoriban kialakított múzeumszerkezethez hasonlóan, azt kívántuk megfogalmazni, hogy a művészetek története egységes elveken nyugszik. Elsősorban Werner Hofmann alapkutatásaihoz kapcsolódva a gyűjtemény történeti íve kifejezte, hogy a művészetek történetét a 18. század végétől kezdve egészen napjainkig érdemes összefüggéseiben vizsgálni. Fő feladatunk az 1920 és 1990 között csak lassan fejlődő kortárs gyűjtemény új és rendszeres vásárlásokkal történő fejlesztése.
1906-ban, a Schickedanz Albert által tervezett épület megnyitásakor a biedermeier festészet alkotásai és az Országos Képtár szerzeményei (Maximilian Lenz, Fernand Khnopff, Giovanni Segantini) képviselték a 19. századi művészetek történetét a Modern Gyűjteményben. Az épület felavatását követően szisztematikus munka kezdődött. Először Pálffy János gróf hagyatéka került a múzeumba, majd egy 1907-es kiállítás alkalmával sikerült megvásárolni Camille Pissarro és Paul Gauguin egy-egy festményét. Térey Gábor, majd Petrovics Elek igazgató Meller Simon művészettörténész segítségével az I. világháború végére európai rangra emelte a francia 19. századi festészeti és szobrászati gyűjteményt (Auguste Rodin, Aristide Maillol, Eugène Delacroix, Gustave Courbet, Édouard Manet, Claude Monet, Camille Pissarro, Paul Cezanne, Pierre Bonnard stb. műveivel). 1945-ben a Herzog-gyűjtemény néhány darabjának megvásárlásával (Camille Corot, Monet, Pierre-Auguste Renoir) a múzeum ezt a történeti gyűjteményt egészítette ki.
A két világháború között és az 1989-es rendszerváltás előtt kevés lehetőség nyílt klasszikus modern és kortárs alkotások vásárlására. Ezen túlmenően a modern képzőművészetek értékelését a sajátos közép-kelet-európai konzervativizmus is gátolta. Kezdetben, az 1960-as és 1970-es években, a gyűjtemény elsősorban külföldön élő magyar származású művészek alkotásaival gyarapodott. A szocialista kultúrpolitika időről időre utat nyitott a Nyugat-Európa, esetenként az Amerikai Egyesült Államok irányából érkező adományoknak, mivel a magyar gazdaság gondjai rákényszerítették erre. Denise René, valamint Victor Vasarely gyűjteményének konstruktivista és konkrét művekből álló remekei (Josef Albers, Le Corbusier, Jean Dewasne, Jean Deyrolle, Alberto Magnelli stb.) megteremtették egy kisebb, 20. századi állandó kiállítás alapjait.
1983-ban Victor Vasarely több mint 300 művét ajánlotta fel Magyarországnak. 1989 után az angol Montgomery-gyűjtemény mintegy 150 alkotása (Kenneth Martin, Joe Tilson, Ellsworth Kelly) került Budapestre.
A vizuális kultúra területén elmaradott Magyarországon a hiánypótló monografikus kiállítások megszervezése (Monet-, Van Gogh-, Toulouse-Lautrec-, Schiele-, Cezanne-, Modigliani-, Picasso-kiállítás) mellett a kortárs művészet bemutatása volt az 1800 utáni Gyűjtemény egyik feladata. Ezért a klasszicizmussal és a romantikával kezdődő nagy ívű történeti folyamatot a gyűjtemény a modern művészetek történetét reprezentáló munkákkal mutatja be. Az 1980-as és 1990-es években a Modern Gyűjtemény igyekezett több lehetőséget megragadni.Carl Moll, Alekszandr Rodcsenko, Le Corbusier, Uecker, Heinz Mack, Gérard Titus-Carmel, Tàpies, Anthony Caro, Reigl Judit, Magdalena Abakanowicz, Ilja Kabakov, Vlagyimir Jankilevszkij, Hermann Glöckner, Władysław Hasior, Sam Gilliam, Hantai Simon és mások művei gazdagították a gyűjteményt.
Az elmúlt másfél évtizedben jelentős kortárs művészek állítottak ki a Hősök terén, Óbudán (Vasarely Múzeum), majd a Budai Várban: Günther Uecker, Jovánovics György, Lakner László, Fernando Botero, William Kentridge, Hans Jörg Glattfelder, fontos alkotásai kiállításaikat követően kerültek a gyűjteménybe.
Ajándékok (Hantai, Uecker) és vásárlások révén (Tàpies, Chillida, Kentridge, Žilvinas Kempinas, Peter Halley, Jesús Rafael Soto) igen jelentős kortárs művek (Bernard Venet, Frank Stella, Baselitz, Jiři Kolář) kerültek be a gyűjteménybe. Emellett az 1984-ben a Grafikai Gyűjteményben létrehozott, majd 2010-ben az 1800 utáni Gyűjteménynek átadott fotó- és médiagyűjtemény (Rodcsenko, Le Corbusier, Endre Tot, Sylvia Plachy stb.) az utóbbi évtizedben például Lucien Hervé és Alan Sonfist alkotásaival is kiegészült.

### Szobor Gyűjtemény és Éremtár
A gyűjtemény a magyar művészet legjelentősebb 19–20. századi szobrait valamint a 19–21. századi magyar művészi érmek és plakettek, a hiánypótló viasz- és gipszminták, illetve a kortárs alkotók éremnek tekintett objektjeit őrzi. A műtárgyállomány jelenleg közel 10 000 darabot számlál, közülük a legkiemelkedőbb alkotásokat a Galéria állandó kiállításán mutatja be.

#### Szobor Gyűjtemény
A 19. század első felének mestere, Ferenczy István kortársakat megörökítő portréi – köztük a kor jelentős költőjének, Kölcsey Ferencnek portréja és Ferenczy Önarcmása (1830 körül) – meghatározó művek. Ikonikus alkotását, a Pásztorlánykát (A szép mesterségek kezdete, 1820–1822) programműnek szánta, amellyel a magyar szobrászat alapjait kívánta lerakni. Mindeközben a honi közízlésben tért nyert a klasszicizmus is; az iparosság határmezsgyéjén dolgozó kismesterek (például Dunaiszky Lőrinc, Kugler Ferenc, Czélkuti Züllich Rudolf), majd a klasszicizáló akadémizmus mesterei (Engel József és Vay Miklós) művészetében – más eszmei és esztétikai hatásokkal elegyedve – tovább élt és virágzott a század derekán is túl.
A Bécsben tanult Alexy Károly munkásságával szobrászatunk a nemzeti romantika áramlatához kapcsolódott a negyvenes években.
Izsó Miklós a 19. századi romantikus szobrászat képviselője. A korszak vezető műfajában, a portrészobrászatban működött (Pyrker János, 1870), emellett ő volt a magyar népélet első és egyben leghitelesebb megörökítője (Búsuló juhász, 1862; Táncoló paraszt, 1870 körül).
Az 1870-es évektől kezdődően a portrészobrászat reprezentatív igényeket kielégítő műfaja játszott jelentős szerepet. Stróbl Alajos finom realizmussal (Luischen, 1884; Anyánk, 1894) és Zala György nagyvonalú eleganciával (Jármay Béláné, 1890) mintázott büsztjei voltak a műfaj leghangsúlyosabb alkotásai.
Az emlékműszobrászat is ebben a korszakban élte virágkorát. Legszebb darabjai Fadrusz János (Mátyás király lovas szobra, 1902), Holló Barnabás, Huszár Adolf, Róna József (Savoyai Jenő lovasszobra, 1900 körül), Ligeti Miklós (Anonymus, 1903), Zala György (Honvédszobor, 1890) alkotásai gyűjteményünkben.
Az állandó kiállításunk tematikus egységeként látható szoborkabinet a 19. század fordulójától az 1920-as évek közepéig készült fehérmárvány szobrokból mutat be néhány jellegzetes aktábrázolás-típust a magyar szobrászat gyűjteményünkben lévő remekei közül.
A 20. század művészeti mozgalmainak és csoportosulásainak jellegzetes alkotásait szintén megtalálhatjuk gyűjteményünkben. A szecesszió és szimbolizmus időszakát például Körösfői-Kriesch Aladár (Sancta Mater, 1909), Moiret Ödön (Női képmás, 1909 körül), Ligeti Miklós (Térey Edit, 1905 körül), Kisfaludi Strobl Zsigmond (Finálé, 1912) és Kövesházi Kalmár Elza (Szent Erzsébet, 1912 körül) szobrai fémjelzik. A 20. század első évtizedeinek „modernista törekvéseit” többek között Fémes Beck Vilmos (Térdelő fiú, 1912), Vedres Márk (Álló fiú, 1910), Beck Ö. Fülöp (Fekvő női akt, 1912) és Medgyessy Ferenc (Anya gyermekével, 1917) művei képviselik. Az avantgárd és konstruktivista irányzat főbb alkotói Csáky József (Női akt, 1926 körül), Ferenczy Béni (Fiatal férfi, 1919), illetve Bokros Birman Dezső (Ady, 1924). A II. világháború körüli művészetet a már korábban említetteken kívül Forgács Hann Erzsébet (Önarckép, 1945–1948) és Vilt Tibor (Gyermekfej háború után, 1946) szobrai reprezentálják.

#### Éremtár
A kollekció magját képezik a 20. század első felének alkotásai (3243 darab). Kisebb számú és az önálló műfajnak tekintett éremművészet szempontjából kevésbé jelentős a 19. századi gyűjtemény (326 darab), a század első felében készített emlékérmek ugyanis még minden tekintetben a vert pénzérmékre emlékeztetnek. Az 1870-es évek Franciaországában a művészek szakítottak ezzel a hagyománnyal: az elszigetelten álló, szobrászi jellegű motívumok helyett festői, teljes perspektivikus kompozíciókat helyeztek az éremfelületre. Ezek kidolgozásában a széles körben csak ekkoriban elterjedő redukálógép alkalmazása is segített. A magyar művészek közül elsőkként Szárnovszky Ferenc és a pályakezdő Beck Ö. Fülöp alkotott az új szemlélet alapján a 19. század utolsó évtizedében.
A legfrissebb tendenciák Magyarországra később – francia, német és részben osztrák közvetítéssel – jutottak el. Hazánkban az I. világháború előtt különböző eredetű stílusok éltek egymás mellett (Schwartz István, Szirmay Antal, Telcs Ede, Berán Lajos, Juhász Gyula, Murányi Gyula, Moiret Ödön). Külön érdemes kiemelni a kor művészei közül Fémes Beck Vilmost, Beck Ö. Fülöpöt és Reményi Józsefet, akikhez az időszak legprogresszívebb törekvései kapcsolhatók.
Az 1930–1940-es évek éremművészete újabb felvirágzást jelentett a többnyire Rómát megjárt fiatal nemzedék – például Csúcs Ferenc, Boldogfai Farkas Sándor, Ispánki József, Madarassy Walter – révén, akik általánosságban Beck Ö. Fülöpöt tekintették mesterüknek.
Az 1945 utáni gyűjteményi egység jelenleg 1257 alkotást foglal magába. A II. világháború előtti és utáni időszak között a legfontosabb kapocs Ferenczy Béni művészete, akinek 1930 és 1956 közötti klasszicizáló korszaka a mai napig a hagyományos magyar éremművészet egyik csúcsa. Az ő korai, húszas évekbeli „kubizáló” periódusa nyújtott mintát a hatvanas években lassan kibontakozó modern törekvések számára (Vígh Tamás, Czinder Antal). A másik kiindulópontot Borsos Miklós jelentette. Bár sok követője volt az általa alkalmazott vésett technikának, igazán nagy hatással a mintázó anyagba benyomkodott tárgyak lenyomatából (mintegy anyagkollázsként) készített érmei voltak (Ligeti Erika).
A neoavantgárd jelentkezése is nyomot hagyott a hazai szcénában, elsősorban az újgeometrikus törekvések révén (Csiky Tibor, Lugossy Mária), de kissé megkésve még a konceptualizmus is megjelent (ifj. Szlávics László). Ezek a leginkább éremművészeti objekteknek nevezhető alkotások jelentősen kitágították a műfaj fogalmát.
A kortárs éremművészet tendenciáit lehetetlen összefoglalóan jellemezni, technikai szempontból azonban talán a legfontosabb a nyolcvanas évek elején újra felfedezett úgynevezett viaszveszejtéses öntési eljárás, amely napjainkban is meghatározó a művek létrejöttében.

### Grafikai Gyűjtemény
A Grafikai Gyűjtemény mintegy 81 000 lapot őriz, amelyeket magyar művészek alkottak a 18. század végétől körülbelül 1960-ig. Az alkotások három nagy egységbe tagolódnak: a rajzgyűjteménybe, a művészi (sokszorosított) grafikai gyűjteménybe, valamint a plakátgyűjteménybe.
A rajzgyűjtemény 52 000 lapja ceruzával, akvarellel, tussal, szénnel, temperával és pasztellel készült. A kollekcióban megtalálhatók festmény-előkészítő rajzok, vázlatok, valamint autonóm, önálló kompozícióknak szánt művek. Alkotóik között szerepelnek a 19. század elejének és közepének kiváló rajzművészei (id. Markó Károly, Barabás Miklós, Libay Károly Lajos, Kozina Sándor, Forray Iván), a 19. század második felének akadémikus képzettségű mesterei (Lotz Károly, Székely Bertalan, Zichy Mihály), a századfordulón dolgozó művészek (Mednyánszky László, Körösfői-Kriesch Aladár, Nagy Sándor, Rippl-Rónai József, Gulácsy Lajos, Lesznai Anna, Kozma Lajos), a 20. század eleji modernizmus képviselői (Berény Róbert, Márffy Ödön, Czóbel Béla, Tihanyi Lajos, Nemes Lampérth József, Vaszary János, Bernáth Aurél, Uitz Béla), valamint a két világháború közötti időszak mesterei (Derkovits Gyula, Aba-Novák Vilmos, Szőnyi István, Egry József, Ámos Imre). A rajzgyűjtemény különleges része a freskókarton-kollekció, amelyben a mintegy 800 nagy méretű vázlat – főként Lotz Károly és Than Mór művei – többnyire 19. századi épületdekorációkhoz, falfestményekhez készült.
A művészi (sokszorosított) grafikai gyűjteményben körülbelül 11 000 valamilyen sokszorosító technikával (fa- és linóleummetszet, litográfia, rézkarc, rézmetszet) készült lapot őrzünk. A lapok szerzői között vannak olyan festőművészek, akiknek grafikai munkássága életművük fontos részét képezi (Mattis Teutsch János, Kmetty János, Aba-Novák Vilmos, Szőnyi István, Molnár C. Pál, Uitz Béla), illetve főként a grafikai műfajokban dolgozó művészek, vagyis grafikusok (Varga Nándor Lajos, Buday György, Gáborjáni Szabó Kálmán, Gy. Szabó Béla, Olgyai Viktor, Tichy Gyula).
A plakátgyűjteményben csaknem 18 000 mű van, amely kiválóan reprezentálja a műfaj magyarországi kezdeteitől, nagyjából 1890-től napjainkig tartó időszakot: festőművészek plakátjai (Rippl-Rónai József, Vaszary János, Glatz Oszkár, Ferenczy Károly, Bortnyik Sándor, Berény Róbert), illetve csak tervezőgrafikával foglalkozó művészek munkái (Faragó Géza, Földes Imre, Pólya Tibor, Tuszkay Márton, Biró Mihály, Irsai István, Csemiczky Tihamér, Máthé András, Balogh István, Szilvásy Nándor, Darvas Árpád, Kemény György, Pócs Péter, Orosz István, Pinczehelyi Sándor). A kollekcióban a plakátok mellett egyéb nyomtatványok, plakáttervek és más tervezőgrafikai munkák is szerepelnek.
A papíralapú tárgyak igen sérülékenyek, különösen a fény- és a hőhatásokra érzékenyek, ezért állandó kiállításon nem szerepelhetnek. A Grafikai Gyűjtemény kollekcióját a nagy időszaki kiállításokon kívül tematikus kamarakiállításokon láthatja a közönség a grafikai kabinetben.

### Jelenkori Magyar Gyűjtemény
Az expresszionizmus, konstruktivizmus, szürrealizmus, a nonfiguratív irányzatok és az absztrakt expresszionizmus, valamint az (új)geometrikus- és strukturális-, illetve organikus törekvések, a hiperrealizmus, pop-art, szürnaturalizmus és transzavangárd irányzatainak érdekes tárháza. Festmények, plasztikák és fotográfiai munkák, valamint installációs műalkotások egyaránt szerepelnek a gyűjteményben.
A Magyar Nemzeti Galéria Jelenkori Gyűjteménye az 1945-től napjainkig készített magyar művészeti alkotásokat tartalmazza. Célja, hogy az átfogó tendenciák, stílusok és kiemelkedő művészegyéniségek mellett olyan képzőművészeti jelenségeket is bemutasson, amelyek jellemezték és jellemzik Magyarország művészeti életét az elmúlt évtizedekben.
A Magyar Nemzeti Galéria Várba való felköltözésével, 1974-ben nyílt először mód arra, hogy a kortárs alkotásokat olyan kiállításokon mutassuk be, amelyek a magyar művészet történetének folyamatosságát, a II. világháború előtti időszakhoz kapcsolódó karakterjegyeit is szemléltetik. Az akkor létrejövő Mai Magyar Művészeti Osztály feladata elsősorban az 1970 után készült és 1974-től az intézmény tulajdonába került alkotások gyűjtése és muzeológiai rendszerezése volt. Az akkoriban az intézménybe kerülő kiváló művészek hagyatékai azonban újraértelmeztették az időhatárokat: Kondor Béla, Ország Lili és Tóth Menyhért művei kitolták a gyűjtési korszak kezdetét a múlt felé, így a ma is követett profiljuk alapján 1945-től őriznek múzeumukban „kortárs” alkotásokat.
A gyűjtemény gyarapodásának több szakasza volt: a különböző időszakokban különböző jellegű műtárgyak gyűjtése volt a cél, a kultúrpolitika mindenkori alakulásának megfelelően. 1974 után a gyűjtést a Művészeti Alap éves vásárlásaiból átadott alkotások jelentették. Ez az országos szervezet a hatvanas–hetvenes években nemcsak az akkor előnyben részesített művészeket tudta így támogatni, de közgyűjteményeket is modern, kortárs műalkotásokhoz juttatott. A hetvenes évek végétől a múzeum művészettörténészei már javaslatokat tehettek bizonyos művek megvételére, és később egyre inkább bevonták őket a vásárlási bizottságok munkájába is. Műtermi vásárlásoknak köszönhetően pedig a „támogatott” művészet mellett az akkori haladó vagy avantgárd alkotók munkái is bekerülhettek a gyűjteménybe. A minisztériummal való szakmai viszony révén a hatvanas évek jelentős alkotásait sikerült ebben az időszakban a kollekció részévé tenni.
1990-től a gyűjtemény építését már a Nemzeti Kulturális Alap, illetve egyedi múzeumi vásárlások segítik. A fejlesztés célja továbbra is a sokoldalú művészettörténeti dokumentáció, amely a gyűjtött médiumok sokféleségével is kifejezi a kor szellemiségének változásait.
A Magyar Nemzeti Galéria harmadik emeletén jelenleg Lépésváltás címen látható az a válogatás, amely a kollekció 12 000 darabjából szemezgetve mutatja be az elmúlt hetven év művészeti tendenciáit, kiemelkedő teljesítményeit. A kiállítás a „párhuzamos” stílusirányzatok mellett reflektál a kiállítások mint művészettörténeti manifesztációk hazai történetére és a Magyar Nemzeti Galéria 1974-es jelenkori művészeti prezentációjának jelentőségére is.

## Állandó kiállításai

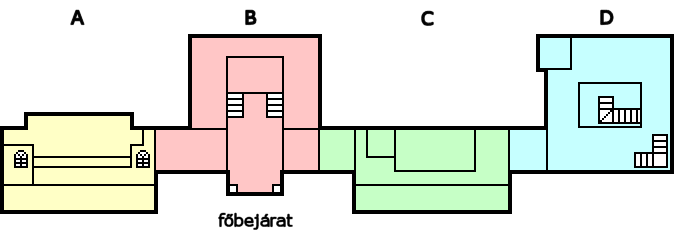
A múzeum alaprajza

- "Templomok ékességei. Gótikus művészet Magyarországon 1300-1500"
- Késő gótikus szárnyas oltárok
- Reneszánsz kőtár
- 19. századi művészet
- Delacroix-tól Vasarely-ig. Válogatás a Szépművészeti Múzeum 1800 utáni Nemzetközi Gyűjteményéből
- Változatok a realizmusra – Munkácsytól Mednyánszkyig
- Aktszobrok a századfordulóról
- Modern Idők
- Lépésváltás

## Jelentősebb időszaki kiállításai 2000-től
2000
- Miró előtt, Dalí után – a 20. század katalán mestereit bemutató kiállítás
- Történelem-Kép

2001
- Árkádia tájain – Szőnyi István és körének festményei (1918-1928)
- Mattis Teutsch János és a Der Blaue Reiter. Közös kiállítás a MissionArt Galériával és a pécsi Janus Pannonius Múzeummal

2002
- Capa: szemtől szemben – Robert Capa fényképei a spanyol polgárháborúból
- Jankovich Miklós (1773-1846) gyűjteményei

2003
- Európa fejedelmi udvaraiban – Mányoki Ádám festményei
- Mednyánszky László emlékkiállítás

2004
- Klimt, Schiele, Kokoschka. Az áttörés kora. Bécs-Budapest a historizmus és az avantgarde között, 1870-1920
- Budapest-Párizs-Berlin-Róma 1922–1930. Hincz Gyula pályájának korai időszaka

2005
- Munkácsy a nagyvilágban – Munkácsy Mihály művei
- A modell. Női akt a 19. századi magyar művészetben
- "…a szelídség szobra" – válogatás Ferenczy Béni hagyatékából

2006
- Magyar Vadak Párizstól Nagybányáig – kiállítás a Magyar Vadak művészeti csoport (1904 – 1914) festményeiből
- Luthertől a Bauhausig, nemzeti kincsek Németországból
- Ellentétek szintézise. Konecsni György plakátművészete 1932-1948
- Budapest szétlövetése / Pauer Gyula 1956-os sztéléi

2007
- MNG – ÉS – 50 év – A Magyar Nemzeti Galéria és az Élet és Irodalom folyóirat 50 éves jubileumára összeállított tárlat
- A restaurálás művészete
- Fábri Zoltán emlékkiállítás

2008
- Vaszary János (1867–1939) gyűjteményes kiállítása
- Mátyás király öröksége – késő reneszánsz művészet Magyarországon (16–17. század)
- Zichy Mihály, a „rajzoló fejedelem”, A szentpétervári Ermitázs és a Magyar Nemzeti Galéria közös kiállítása
- Mátyás király öröksége – Késő reneszánsz művészet Magyarországon (16-17. század)
- Természet és technika – Az újraértelmezett Moholy-Nagy (1916-1923)
- Belső utak képei – Art brut Ausztriában és Magyarországon
- Az idő legújabb cáfolata – Kortárs magyar műalkotások az Irokéz Gyűjteményből 1988-2008
- Vajda Lajos (1908-1941) kiállítása

2009
- Párbeszéd fekete-fehérben. Lengyel és magyar grafika 1918–1939 (2009. március 13. – június 28.)
- A Művészház (1909–1914). Modern kiállítások Budapesten (2009. március 27. – július 26.)
- Borsos József festő és fotográfus (1821–1883) (2009. június 19. – október 25.)
- 100 év után. Lossonczy Tamás festőművész kiállítása. (2009. augusztus 12. – szeptember 13.)
- München magyarul (2009. október 1. – 2010. január 10.)
- Késő barokk impressziók. Franz Anton Maulbertsch (1724–1796) és Josef Winterhalder (1743–1807). (2009. november 19. – február 28.)

2010
- Földi paradicsom. Modern mesterművek a Kasser-Mochary gyűjteményből (2010. február 6. – május 2.)
- Kovásznai György (1934-1983) életmű-kiállítása (2010. június 5. – szeptember 26.)
- Magyar Ropszódiák. Félicien Rops, a belga szimbolizmus mestere (2010. október 1. – 2011. január 9.)
- Munkácsy: Krisztus-trilógia (2010. november 23. – 2011. október 16.)

2011
- Markó Károly és köre – Mítosztól a képig (2011. május 6. – november 1.)
- Rippl-Rónai – Művek régi gyűjtők kezéből (2011. október 26. – 2012. október 7.)
- Ferenczy Károly (1862-1917) gyűjteményes kiállítása (2011. november 30. – 2012. június 17.)

2012
- Hősök, királyok, szentek. A magyar történelem képei és emlékei (2012. január 3. – 2013. január 2.)
- “Így éltek ti” – Faragó József (1866-1906) művészete (2012. október 12. – 2013. június 23.)
- Világmodellek. Műtermi kísérletek és dokumentumok Kondortól napjainkig (2012. november 30. – 2013. június 30.)

2013
- Thorma János, a magyar Barbizon festője (2013. február 8. – május 5.)
- Monet, Gauguin, Szinyei Merse, Rippl-Rónai. Impresszionista és posztimpresszionista remekművek a jeruzsálemi Izrael Múzeum, a Magyar Nemzeti Galéria és a Szépművészeti Múzeum gyűjteményeiből (2013. június 28. – november 24.)
- Chagall – Háború és béke között (2013. szeptember 13. – 2014. január 5.)
- Rozsda Endre – Az idő ölelésében (2013. november 19. – 2014. március 2.)

2014
- Megújult a gótikus szobrok kiállítása
- Rippl-Rónai és Maillol. Egy művészbarátság története (2014. december 17. – 2015. május 17.)
- Derkovits – A művész és kora (2014. április 3. – július 27.)
- A nyolcadik templom. Bálint Endre (1914-1986) művészete (2014. február 1. – május 11.)
- Dada és szürrealizmus. Magritte, Duchamp, Man Ray, Miró, Dalí. Válogatás a jeruzsálemi Izrael Múzeum gyűjteményéből (2014. július 9. – október 19.)

2015
- Maillol hatása a magyar szobrászatra (2015. január 22. – április 6.)
- A természet igézete – Qi Baishi-festmények a Pekingi Művészeti Akadémia gyűjteményéből (2015. április 24. – június 28.)
- “Sors és jelkép”. Erdélyi magyar képzőművészet 1920-1990 (2015. április 24. – augusztus 23.)
- A túlélő árnyéka – Az El Kazovszkij-élet/mű (2015. november 6. – 2016. február 14.)

2016
- A Művészet forradalma – Orosz Avantgárd az 1910-1920-as években (2016. január 29. – május 1.)
- Picasso – Alakváltozások, 1895-1972 (2016. április 22. – augusztus 28.)
- Modigliani (2016. június 29. – október 2.)
- Árny a kövön- Ország Lili művészete (2016. december 17. – 2017. május 1.)

2017
- Baselitz. Újrajátszott múlt (2017. április 1. – július 2.)
- Korniss Péter. Folyamatos emlékezet (2017. szeptember 29. – 2018. február 11.)
- Keretek között – A hatvanas évek művészete Magyarországon (1958–1968) (2017. november 17. – 2018. február 18.)

2018
- Julian Rosefeldt: Manifesto (2018. május 30. – augusztus 12.)
- Frida Kahlo. Remekművek a mexikóvárosi Museo Dolores Olmedóból (2018. július 7. – november 4.)
- Csak tiszta forrásból. Hagyomány és absztrakció Korniss Dezső (1908-1984) művészetében (2018. december 19. – 2019. április 7.)
- Bacon, Freud és a Londoni Iskola festészete (2018. október 9. – 2019. január 13.)

2019
- Bauhaus100. Absztrakt Revü – Válogatott művek Weininger Andor hagyatékából (2019. március 29. – július 28.)
- Minden múlt a múltam #huszadikszázad #privátfotó #Fortepan (2019. április 16. – szeptember 29.)
- A szürrealista mozgalom Dalítól Magritte-ig – Válság és újjászületés 1929-ben (C épület, földszint – 2019. június 28. – október 20.)
- „A nagyvilág művésze vagyok…” László Fülöp (1869-1937) (2019. szeptember 27. – 2020. január 5.)
- Kihűlt világ. Farkas István (1887-1944) művészete (2019. december 13. – 2020. március 1.)

## Kapcsolat
1014 Budapest, Szent György tér 2., Budavári Palota, A-B-C-D épület
+3620 439 7331
info@mng.hu